# Valleroy (Doubs)
Valleroy é uma comuna francesa na região administrativa de Borgonha-Franco-Condado, no departamento de Doubs. Estende-se por uma área de 3,05 km². Em 2010 a comuna tinha 151 habitantes (densidade: 49,5 hab./km²).